# The New Sounds
The New Sounds è un album di Miles Davis pubblicato dalla Prestige Records nel 1952.

## Il disco
Realizzato come LP a 10 pollici, il primo di Davis, non è stato mai ristampato nel formato più grande o su CD.
Tutti i brani sono di lunghezza insolita per l'epoca. Furono infatti incisi, insieme ad altri, nella seduta di registrazione del 5 ottobre 1951, una delle prime in assoluto fatte dalla Prestige appositamente per il nuovo formato di dischi Long Playing a 33 giri. Fino a quel momento le registrazioni non dovevano superare di norma i 3 minuti per i limiti imposti dal formato a 78 giri.
I brani furono poi ripubblicati dalla Prestige in successivi album a 12 pollici. Dig e It's Only a Paper Moon nell'album Dig del 1956 insieme ad altri pezzi provenienti dalla stessa seduta di registrazione. Conception e My Old Flame invece furono inseriti nella compilation collettiva Conception dello stesso anno, disco che comprendeva anche brani di Lee Konitz, Stan Getz e altri.
L'album Dig è stato in seguito ristampato varie volte ed è entrato nella discografia ufficiale del trombettista nel catalogo Prestige. Nelle versioni più recenti su CD all'album sono state aggiunte come bonus tracks le tracce Concenption e My Old Flame, andando così a completare l'intera scaletta della seduta di registrazione dell'ottobre 1951.

## Tracce
Lato A
1. Conception - (George Shearing) - 4:00
2. My Old Flame - (Sam Coslow, Arthur Johnston) - 6:32

Lato B
1. Dig - (Miles Davis) - 7:31[5]
2. It's Only a Paper Moon - (Harold Arlen, Yip Harburg, Billy Rose) - 5:22

## Formazione
- Miles Davis - tromba
- Jackie McLean - sassofono contralto (solo in Dig)
- Sonny Rollins - sassofono tenore
- Walter Bishop, Jr. - pianoforte
- Tommy Potter - contrabbasso
- Art Blakey - batteria

## Edizioni
- 1952 – LP 10", Prestige Records PRLP 124